# Toxorhina (Toxorhina) phoracaena
Toxorhina (Toxorhina) phoracaena is een tweevleugelige uit de familie steltmuggen (Limoniidae). De soort komt voor in het Neotropisch gebied.